# Carnavalul de fier
Carnavalul de fier (1983) (titlu original Le Carnaval de fer) este un roman fantastique al scriitorului francez Serge Brussolo.

## Cadrul acțiunii
Pământul viitorului devine o casă a mutanților, extratereștrilor și legendelor. Se regăsesc aici marțieni care îmbină arta maeștrilor bijutieri cu cea a maeștrilor cofetari, sau venusiene obeze, a căror transpirație cauzată de febră poate readuce tinerețea și sănătatea într-un trup decrepit. Există asceți care au renunțat la orice contact impur cu lumea, unii dintre ei vorbind prin intermediul obiectelor înconjurătoare (asemenea ventrilocilor), iar alții devenind simbioți legați de un alt corp, sănătos, care îi ferește de orice contact impur cu lumea înconjurătoare, fie că e vorba despre alimente, dejecții, vorbe sau atingeri.
Unele râuri și mări sunt populate de triburi de pitici înrădăcinați în mâl care transportă vasele pe palmele lor în schimbul unui tain zilnic și a căror fire se dovedește la fel de schimbătoarea ca și cea a apelor obișnuite. Văzduhul e populat de membrii înaripați ai poporului aerului, în timp ce apele sunt casa unor ființe acvatice umanoide.
Peste toate acestea se suprapune legenda pelerinajului Homakaido, care stă la baza sectei Maeștrilor Vorbelor, și al cărui punct de plecare se află în Orașul Serbărilor. Imaginile care se văd aici amintesc de picturile lui Hieronymus Bosch și de cele ale lui Pieter Bruegel cel Bătrân, cu petreceri dezlănțuite, focuri de artificii subacvatice realizate cu ajutorul anghilelor electrice, farandole din mijlocul cărora nu mai poți scăpa, orgii și banchete.

## Intriga
David este un colecționar bătrân care vine în Orașul Oracolelor pentru a fi întinerit de Madonele Juneții. Ritualul are efectul scontat, dar duce la moartea Madonei, ceea ce atrage furia locuitorilor orașului. David este pe cale de a fi linșat, dar este salvat de Sirce, o femeie care vede în el împlinirea unei profeții vechi a Maeștrilor Vorbelor. Conform acesteia, o persoană cu caracteristicile lui David urma să vină și să refacă traseul legendarului pelerinaj Homakaido.
Cei doi încearcă să afle detalii despre acest traseu din frânturile de legendă pe care le cunoaște Sirce. Unele dintre sursele la care vor să apele sunt reduse la tăcere de agenții Maeștrilor Vorbelor, care nu doresc renașterea vechilor tradiții și pierderea privilegiilor lor actuale. Totuși, informațiile culese le sunt suficiente pentru a găsi punctul de plecare al pelerinajului: Orașul Serbărilor. Aici, în vremurile de demult, pelerinii primeau binecuvântarea poporului aerului și poporului apei înainte de a porni la drum. Se dovedește că serbările care au loc non-stop în oraș au, de fapt, scopul ascuns de a distruge cele două popoare; dacă planul a reușit în ceea ce privește poporul aerului, poporul apei nu a fost încă exterminat complet, iar un membru al său le indică celor doi traseul de urmat.
David și Sirce pornesc spre Marea Piticilor, pe care vor să o traverseze pentru a ajunge la insula Alusni. La bordul vasului cu care călătoresc se întâlnesc cu un detașament de culegătoare de perle și cu intrigantul cuplu Clithonie din Siracuza-Georges Hubert, a căror misiune este de a crea o hartă "maritimă" cu ajutorul viitorului pe care femeia îl citește în palmele piticilor care formează "marea". Dar călătoria ia o turnură catastrofală atunci când rezervele de hrană pentru pitici sunt sabotate, iar nava este sortită naufragiului.
Căpitanul, Sirce, David și una dintre pescuitoarele de perle reușesc să se salveze cu ajutorul unor scafandre rezistente în fața furiei piticilor și ajung pe insula Alusni. Acolo este punctul terminus al pelerinajului, dar și revelația legată de legenda care-l înconjoară. Homakaido a fost un savant ale cărui cercetări în domeniul radioactivității a dus la crearea diferitelor rase de mutanți întâlnite pe parcursul călătoriei și a cărui muncă de cercetare a fost distrusă la un moment dat de o explozie nucleară cauzată de o revoltă.

### Capitolele cărții
| - Orașul oracolelor - Două etape pe drumul Homakaido - Carnavalul de fier | - Viitorul în puzzle - Fuga zeilor orbi |

## Lista personajelor
- David - colecționar împătimit întinerit cu ajutorul unui ritual al Madonelor Juneții, care află că este parte a unei profeții din tradiția pelerinajului Homakaido
- Sirce - nepoata unuia dintre ultimii Maeștrii ai Vorbelor autentici, care-l călăuzește pe David pe traseul pelerinajului
- Ciclicul - Maestru al Vorbelor care vrea să regăsească traseul pierdut al pelerinajului
- Cork - agent al Maeștrilor Vorbelor
- Zwi - femeie pește care îl ajută pe David să pornească în pelerinaj
- Ornoz - căpitanul navei cu care David și Sirce pornesc în căutarea insulei Alusni, fost agent al Companiei Bibliilor Roșii
- Thérèse - pescuitoare de perle
- Clithonie din Siracuza - țigancă specializată în "chiromanție științifică"
- Georges Hubert - inginer diplomat al Companiei Nautice din Almoha, însărcinat cu executarea hărții Mării Piticilor
- Domnișoara - supraveghetoarea pescuitoarelor de perle

## Opinii critice
Dominique Warfa apreciază că romanul este "superior altor opere recente ale autorului, apropiindu-se de primele sale creații", catalogându-l drept "un bun roman de aventuri în forma clasică a romanului de aventuri", dar tratat într-un stil "paranoico-modernist". Cu toate acestea, el își exprimă regretul că "superioritatea [romanului] se datorează doar limbajului ... și nu temei".
Tiburce/FR3 consideră Carnavalul de fier și celelalte creații ale lui Brussolo "asemeni unui concert de Stones, arzătoare, vicioase și răpitoare de suflete". Claire Gallois de la Le Figaro este de părere că "Serge Brussolo are un talent înspăimântător", în timp ce Monique Gehler de la Les Nouvelles Litéraires îi pune eticheta de "Serge Brussolo, diabolicul".

## Traduceri în limba română
- 1991 - Carnavalul de fier, ed. Savas Press, Colecția "Science Fiction" nr. 1, traducere Liliana Toia, 220 pag., ISBN 973-9085-04-0
- 1994 - Carnavalul de fier, ed. Savas Press, Colecția "Science Fiction" nr. 13, traducere Liliana Toia, 264 pag., ISBN 973-9085-41-5